# 派恩萊克鎮區 (明尼蘇達州清水縣)
派恩萊克鎮區（英語：Pine Lake Township）是位於美國明尼蘇達州清水縣的一個行政鎮區。

## 地方資料
派恩萊克鎮區的面積為88.80平方千米，當中陸地面積為82.30平方千米，而水域面積為6.50平方千米。根據2020年美國人口普查的數據，當地共有人口447人，而人口密度為每平方千米5.03人。